# Горбунов, Юрий Вадиславович
Юрий Вадиславович Горбунов (1 января 1959, Ереван — 21 января 2018, Москва) — российский военачальник, начальник штаба — первый заместитель командира 1-го Краснознамённого корпуса ПВО Особого назначения ордена Ленина Московского округа ВВС и ПВО — Командования специального назначения ВВС России (2000—2004), генерал-майор, генеральный директор ООО «НТВ-КИНО» (с апреля 2014).

## Биография
Родился 1 января 1959 года в городе Ереван Армянской ССР (ныне — Армения).
С 1976 года — на военной службе. В 1980 году окончил Горьковское высшее военное зенитное ракетное командное училище ПВО.
После окончания училища с 1980 года служил на командных и штабных должностях в частях 1-й Краснознамённой армии ПВО Особого назначения (1А ПВО ОсН) ордена Ленина Московского округа ПВО Войск ПВО страны. Окончил Военную командную академию ПВО имени Г. К. Жукова в городе Тверь.
В 1993—1995 годах — командир 79-й гвардейской зенитной ракетной бригады (с 1994 года — 564-го гвардейского зенитного ракетного полка) 3-го корпуса ПВО Московского округа ПВО (штаб — город Череповец Вологодской области).
В 1995—1997 годах — заместитель начальника штаба 1-го Краснознамённого корпуса ПВО Особого назначения ордена Ленина Московского округа ПВО (МО ПВО) (штаб — город Балашиха Московской области).
В 1997—1998 годах — заместитель командира 89-й дивизии ПВО 1-го Краснознамённого корпуса ПВО Особого назначения МО ПВО.
В 2000 году окончил Военную академию Генерального штаба Вооруженных сил РФ.
В 2000—2004 годах — начальник штаба — первый заместитель командира 1-го Краснознамённого корпуса ПВО Особого назначения ордена Ленина Московского округа ВВС и ПВО — Командования специального назначения (КСпН) ВВС России.
С 2004 года генерал-майор Ю. В. Горбунов — в запасе.
В 2004 году — советник председателя правления коммерческого банка «Кредитный Агропромбанк».
В 2004—2007 годах — директор ИСК, заместитель генерального директора, генеральный директор предприятий холдинга ОАО «Моспромстройматериалы».
В 2007—2008 годах — советник генерального директора, заместитель генерального директора — директор департамента ЗАО «Гута — Девелопмент» НП "Группа «ГУТА».
В 2009—2011 годах — начальник управления генеральной дирекции ФГУП «Российская телевизионная и радиовещательная сеть» («РТРС»), директор Смоленского филиала ФГУП «РТРС».
В 2011—2013 годах — первый заместитель директора ГУП «Моссвет».
В 2013—2014 годах — советник первого заместителя генерального директора ФГУП «РТРС», представитель генерального директора ФГУП «РТРС» в Сибирском федеральном округе, директор филиала ФГУП «РТРС» «Сибирский РЦ».
С апреля 2014 года — генеральный директор ЗАО (позднее — ООО) «НТВ-КИНО» и ООО «НТВ-КИНО Продакшн».
Умер 21 января 2018 года. Похоронен в Москве на Троекуровском кладбище.
Генерал-майор (2001).

## Награды
- Орден «За военные заслуги» (21.02.2003);
- медали СССР и Российской Федерации.